# Klinikum Werra-Meißner
Das Klinikum Werra-Meißner, früher Landkrankenhaus Eschwege und Kreiskrankenhaus Eschwege ist ein Krankenhaus in Eschwege und Witzenhausen in Nordhessen, in Trägerschaft des Werra-Meißner-Kreises.

## Lage
Das Klinikgebäude Eschwege befindet sich im Süden des Stadtzentrums in der Elsa-Brandström-Straße.

## Geschichte

Das alte Landkrankenhaus in der Rollgasse um 1910

1838 öffnete ein erstes Krankenhaus in der wachsenden Stadt Eschwege am Boyneburger Tor. Als dessen Kapazität erschöpft war, entstand für 8000 Taler ein Neubau an der damaligen Rollgasse auf einem städtischen Grundstück. Das am 28. Januar 1875 eingeweihte communalstädtische Landkrankenhaus stellte mit einer Kapazität von zunächst 22 Betten die Versorgung für den damaligen Kreis Eschwege, das Amt Sontra, das Amt Allendorf und weitere Gemeinden sicher. Mehrfach wurde das Krankenhaus erweitert, zunächst um eine Isolierbaracke, später um einen Anbau für die Chirurgie. Als dieser Anbau nicht mehr ausreichte, entstand ab 1909 ein eigenes Gebäude für die Chirurgie mit 27 Betten. Das Isolierhaus wurde 1925 um einen Anbau ergänzt.
1937 wurde das Landkrankenhaus in Kreiskrankenhaus Eschwege umbenannt und 1938 wurden die beiden Gebäude mit einem Verbindungsbau baulich verbunden. Die Kapazität des Krankenhauses stieg dadurch von 85 auf 140 Betten.
Nach dem Zweiten Weltkrieg stieg die Einwohnerzahl von Stadt und Kreis Eschwege stark an. Entsprechend reichte die Kapazität des Kreiskrankenhauses bald nicht mehr aus und man behalf sich zunächst mit einer zweiten Baracke auf dem Klinikgelände als Provisorium. 1962 beschloss der Kreistag des Kreises Eschwege einen Klinikneubau an gleicher Stelle. 1964 bis 1968 entstand das heute noch genutzte elfstöckige Hochhaus mit einer Kapazität von 387 Betten, das seither als weithin sichtbare Landmarke die Silhouette der Stadt Eschwege prägt. 
Erste Erweiterungen erfolgten in den 1970er Jahren, nach 1998 wurde ein weiteres Bettenhaus für 41 Millionen D-Mark gebaut.
Nach finanziellen Schwierigkeiten in den 2000er Jahren wurde das Kreiskrankenhaus Eschwege 2010 mit dem Krankenhaus Witzenhausen zur Klinikum Werra-Meißner GmbH verschmolzen. 2018 wurde in Eschwege ein neuer OP-Trakt erbaut, in dem drei Operationssäle zur Verfügung stehen. Mit 1200 Mitarbeitern ist das Klinikum Werra-Meißner einer der größten Arbeitgeber der Region.
Das Klinikum Werra-Meißner ist akademisches Lehrkrankenhaus der Georg-August-Universität Göttingen und des UMCH Campus Hamburg.

## Quelle
- Tobias Stück: Eschweger Klinik wurde vor 150 Jahren eingeweiht in Klinikum Plus, Ausgabe 1/2025, Hrsg. Klinikum Werra-Meißner, 2025